# 10465 Olkin
10465 Olkin è un asteroide della fascia principale. Scoperto nel 1980, presenta un'orbita caratterizzata da un semiasse maggiore pari a 3,1248227 UA e da un'eccentricità di 0,1102112, inclinata di 14,22775° rispetto all'eclittica.